# شركاء اجتماعيون
الشركاء الاجتماعيون هم مجموعة تتعاون على صعيد العمل لتحقيق أهداف مشتركة. ويعتبر أصحاب العمل والموظفون والنقابات العمالية والحكومة وغيرها من أمثلة من الشركاء الاجتماعيين.

## الأصل
نشأ مفهوم الشركاء الاجتماعيين في أوروبا بشكل جزئي نتيجة للفوضى التي تلت الثورة الصناعية. تنص المادة 152 من معاهدة عمل الاتحاد الأوروبي (TFEU) على ما يلي:
يقر الاتحاد ويعزز دور الشركاء الاجتماعيين على مستواه، مع مراعاة تنوع الأنظمة الوطنية. يجب تسهيل الحوار بين الشركاء الاجتماعيين، مع احترام استقلاليتهم.
تشكل هذه المقالة جزءًا من القانون الأساسي الخاص بالاتحاد الأوروبي (EU).

## دور الشركاء الاجتماعيين
يلعب الشركاء الاجتماعيون دورًا حيويًا في الوصول إلى العمال وأصحاب المؤسسات، خاصة تلك الشركات الصغيرة والمتوسطة والاقتصاد غير الرسمي. وبشكل عام، زيادة تمثيل أعضائهم لضمان فوائد أعمق وأوسع نطاقا للجمعيات والتمثيل والقيادة، بما في ذلك مجال مناصرة السياسة العامة، وصياغتها وتنفيذها.

## العملية
مع اقتراب العولمة، يجب على الشركات أن تتحمل المزيد من ضغوط التنافس بين الدول، والمزيد من القضايا التي تظهر مثل الحفاظ على البيئة، والمشاكل المجتمعية، ومشكلة توزيع الدخل بعد العولمة.
في الوقت نفسه، حلت التكنولوجيا الجديدة محل الصناعات التقليدية التي تسبب في البطالة الهيكلية لعدد من العمال في الوظائف ذات المهارات المنخفضة. كما أن العلاقة بين الموظف وصاحب العمل تصبح أكثر تعقيدًا حيث تتحول العمالة غير النمطية إلى الاتجاه السائد في سوق العمل. بسبب هذه الظروف، أصبحت العلاقة بين العمل وصاحب العمل أشبه بشركاء. وقد تبلورت هذه الفكرة الجديدة للشركاء الاجتماعيين من خلال منظمة العمل الدولية (ILO1) ونظام الشراكة الاجتماعية في أوروبا. ولكن هناك عدد قليل جدًا من الأبحاث والأمثلة حول الشركاء الاجتماعيين في الولايات المتحدة - والسبب هو أن اسم «الشريك الاجتماعي» ظهر بعد الحرب العالمية الثانية، مما جعل الأوروبيين يفهمون أهمية السلام بكل الطرق، وقد ساعد هذا المفهوم الجديد أوروبا في إعادة بناء الاقتصاد بعد أضرار الحرب. هناك علاقة لا تنفصم بين الشركاء الاجتماعيين والحوار الاجتماعي، ولكن ما الذي يجعل الحوار الاجتماعي جيدًا؟
1. تنظيم قوي ومستقل للعمالة وصاحب العمل
2. لدى كل من الموظف وصاحب العمل الرغبة في التحدث على قدم المساواة
3. احترام حرية تكوين الجمعيات والمفاوضة الجماعية
4. الدعم المؤسسي المناسب

## التأثير
تعترف معاهدة لشبونة (المادة 152 من معاهدة عمل الاتحاد الأوروبي) بدور الشركاء الاجتماعيين في علاقات العمل والحوار الاجتماعي الأوروبي. وهم يمثلون أعضائهم أثناء المشاورات مع المفوضية والتفاوض على الاتفاقات الجماعية. ويجلسون أيضًا مع اللجنة الاقتصادية والاجتماعية الأوروبية، جنبًا إلى جنب مع المنظمات الأخرى التي تمثل المجتمع المدني. يلعب الشركاء الاجتماعيون دورًا رئيسيًا في تنفيذ أهداف إستراتيجية لشبونة للنمو والوظائف، من خلال إطلاق المشاريع والمبادرات على المستويين الأوروبي والوطني.
كان للشركاء الاجتماعيين الأوروبيين تأثير كبير على إعداد مقترحات المفوضية التالية:
- تجديد القواعد لحماية عمال الاتحاد الأوروبي من المجالات الكهرومغناطيسية الضارة؛
- الإطار التوجيهي الجديد بشأن إنشاء مجالس العمل الأوروبية؛
- التوجيه الخاص بتنفيذ الاتفاقية الإطارية المنقحة بشأن إجازة الوالدية؛
- التوصية ببيئة خالية من التدخين

## أمثلة في العمل

### بولندا
دور الحكومات والشركاء الاجتماعيين في إبقاء كبارالسن من العاملين في سوق العمل. نظرًا لتصنيف بولندا كأدنى مرتبة في مؤشرات النشاط المهني في الاتحاد الأوروبي للأشخاص الذين تزيد أعمارهم عن 45 عامًا، ترى الحكومة والشركاء الاجتماعيون الحاجة إلى اتخاذ إجراءات تعزز التنمية المهنية لهذه المجموعة. لدى بولندا خطة عالمية تسمى تضامن "الأجيال": إجراءات لزيادة النشاط المهني للأشخاص الذين تزيد أعمارهم عن 50 عامًا "، تم تطويرها داخل مؤسسات الحوار الاجتماعي. وقد تم تنفيذه حتى الآن من خلال التشريعات، وأهمها فيما يتعلق بنظام المعاشات التقاعدية، وعلى وجه التحديد رفع وتساوي سن التقاعد القانوني للرجال والنساء وتقييد الوصول إلى خطط التقاعد المبكر. القليل من الإجراءات تدور حول تحسين جودة عمل كبار السن من العمال.

### كوريا
مؤسسة العمل، التي تأسست في أبريل 2007 بموجب الإجماع الثلاثي حول أهمية مساهمة الشركاء الاجتماعيين المستقل في علاقات عمل أكثر استقرارًا وتقدمًا، هي المؤسسة العامة الوحيدة التي تشارك في البرامج والأنشطة لتعزيز العمل العلاقات في كوريا. تشمل برامج وأنشطة المؤسسة، والتي تم تصميمها لمساعدة الشركاء الاجتماعيين وتوجيههم للعمل معًا بمسؤولية ومن أجل منافعهم المشتركة، ما يلي: المساعدة المالية لتعليم الشراكة الاجتماعية والبرامج المشتركة؛ استشارات الابتكار في مكان العمل لزيادة القدرة التنافسية في مكان العمل؛ خلق فرص العمل، من خلال خلق وظائف انتقائية لوقت العمل، وتحسين ممارسة العمل الطويلة وتعزيز خطط العمل المرنة؛ خدمات التنسيب الخارجي للمتقاعدين في الأربعينيات من العمر أو أكبر؛ تقديم المشورة والتعليم لمنع ومعالجة التمييز غير المعقول في التوظيف؛ والتبادلات الدولية في مجال علاقات العمل.